# قورباغه‌های بی‌زبان
قورباغه‌های بی‌زبان (نام علمی: Pipidae) نام یک تیره از راستۀ قورباغه است.